# Durovdağ (wulkan błotny)
Durovdağ – wulkan błotny w Azerbejdżanie w pobliżu miejscowości Salyan.

## Opis
Azerbejdżan ma najwięcej na świecie wulkanów błotnych. Z 800 odnotowanych na świecie, aż 350 znajduje się na terenie tego kraju. Na Półwyspie Apszerońskim jest 13 wulkanów. Przez 181 lat, czyli w latach 1824–2005 miało tam miejsce 86 zarejestrowanych erupcji. Prawie połowa z nich to wybuchy wulkanów Lökbatan i Keyrəki. 
Wybuchy wulkanu Durovdağ miały miejsce: 18 czerwca 1960, w 1968, w 1986, w 2001 i 12 sierpnia 2004 roku.
W 1960 roku nastąpił wyrzut gazu, a płomień osiągnął 100 metrów. Była widoczna czarna chmura dymu i nastąpił wypływ brekcji, której język miał 750 m długości i 185 m szerokości. W 1968 roku nastąpił tylko wypływ brekcji. W 2001 roku miała  miejsce potężna eksplozja połączona z zapłonem gazu. Slup ognia sięgał 200–250 m. Miał miejsce wyrzut wulkanicznej brekcji, która wylała się w kierunku zachodnim. Jej grubość wyniosła od 1–3 metrów, objętość 700m³, a powierzchnia 30,4 ha. W 2004 roku miała miejsce erupcja bez zapłonu gazu. Nastąpił wyrzut skał podłoża o objętości 400 tysięcy m³, a wylew brekcji zajął  powierzchnię 21 ha.
Zbocza wulkanu są przedzielone wąwozami. Względna wysokość erupcji wulkanu wynosi 2 - 5, a średnica 3 m. 

## Turystyka
Dekret prezydenta Azerbejdżanu z dnia 20 lipca 2011 roku zobowiązywał Ministerstwo Kultury i Turystyki, Ministerstwo Ekologii i Zasobów Naturalnych oraz Narodową Akademię Nauk Azerbejdżanu do utworzenia trasy turystycznej Wulkany błotne. W 2020 roku udostępniono turystom Palçıq Vulkanları Turizm Kompleksinin (Kompleks turystyczny wulkanów błotnych) w pobliżu wioski Qobustan. Ma on powierzchnię 12ha. Przygotowano warsztaty dla dzieci, trasy dla quadów, tyrolkę, wieżę widokową, parking, sklep z pamiątkami. Odwiedzający mogą tez skorzystać z kąpieli leczniczych. Otwarcie z udziałem prezydenta İlhama Əliyeva miało miejsce 22 kwietnia 2022 roku. Planowana jest budowa 20 km drogi, która pomoże w dotarciu do okolicznych wulkanów.
W 2015 roku został wydany ilustrowany atlas wulkanów błotnych (w języku azerskim, angielskim i rosyjskim).